# Artibus Asiae
Artibus Asiae est une revue académique bisannuelle spécialisée dans les arts et l’archéologie de l’Asie. Elle a été avec l’Ostasiatische Zeitschrift (fondée en 1912) l’une des revues les plus en vue dans son domaine dans les pays germanophones. Le premier numéro paraît en 1925. Les premiers numéros contenaient des articles en allemand, français et anglais, bien que les contributions soient essentiellement en anglais de nos jours. Artibus Asiae est éditée par le museum Rietberg de Zurich. La revue publie occasionnellement des monographies depuis 1937.

## Historique
Le premier volume de la revue est édité par Avalun-Verlag (Hellerau, Dresde) en 1925 sous la direction de Carl Hentze (1883–1975) et Alfred Salmony (1890–1958). Chaque volume jusqu’au cinquante-neuvième paraît en quatre numéros. Les volumes suivants sont publiés en deux parties.
Le typographe, directeur de publication et plus tard éditeur en chef Richard Hadl (1876–1944) a travaillé pour l’éditeur Drugulin basé à Leipzig en tant qu’éditeur à partir de 1922. Drugulin était une maison d’édition majeure connue pour sa large collection de composteurs inhabituels. Hadl a ensuite établi sa propre maison d’édition, Offizin Richard Hadl, en 1926 où il publie cinq volumes d’Artibus Asiae.
Durant la Seconde Guerre mondiale, toutes les activités d’édition sont déplacées en Suisse et la revue ne paraît qu’irrégulièrement. Le volume 8, no 1 a donc été le premier numéro publié en Suisse, imprimé par Kommissionsverlag Braus Riggenbach à Bâle. Tous les volumes suivants sont publiés par Artibus Asiae à Ascona, où Hadl et son collaborateur Luise C. Tarabori-Flesch (1912–2011) se sont installés en 1938/1939. Après la mort de Hadl en 1944, Alfred Salmony devient l’éditeur en chef et relance la revue après-guerre, jusqu’à sa mort en 1958,,,.
Les premiers contacts entre Artibus Asiae et l’actuel éditeur, le museum Rietberg, sont établis via l’ancien directeur du musée Elsy Leuzinger, qui a déjà édité le numéro 1 du volume 20 (1957) en l’honneur du mécène du musée Eduard von der Heydt. À partir de 1985 (depuis le volume 46), la fondation Arthur M. Sackler soutient financièrement le journal. Le museum Rietberg a obtenu une dotation spéciale en 1991 (volume 51), lui permettant dorénavant de posséder aussi bien le journal que la série de monographies.

## Éditeurs en chef
Le tableau ci-dessous recense les éditeurs en chef de la revue Artibus Asiae :
| Nom                           | Lieu                                           | Volumes              | Années       |
| ----------------------------- | ---------------------------------------------- | -------------------- | ------------ |
| Carl Hentze et Alfred Salmony | Antwerp et Cologne                             | vol. 1–vol. 4 no 3   | 1925–1932    |
| Richard Hadl                  | Leipzig et Ascona                              | vol. 4 no 4–vol. 8   | 1925–1945    |
| Alfred Salmony                | Institute of Fine Arts, Université de New York | vols. 9–20           | 1945–1957    |
| Alexander Coburn Soper        | Institute of Fine Arts, Université de New York | vols. 21–52          | 1958–1992    |
| Thomas Lawton                 | Arthur M. Sackler Gallery, Washington D.C.     | vols. 53–61          | 1993–2001    |
| François Louis                | Bard Graduate Center, Bard College, New York   | vol. 62–vol. 68 no 1 | 2002–2008    |
| Amy McNair                    | Université du Kansas                           | vol. 68 no 2–présent | 2008–présent |

## Monographies
Les articles particulièrement longs soumis à la revue sont souvent publiés en plusieurs parties dans différents numéros. Artibus Asiae commence à éditer des monographies thématiques en 1937 pour permettre des contributions plus longues dans le domaine. Ces monographies forment une série complémentaire à la revue et incluent des études abondamment illustrées.